# Castello di Gravago
Das Castello di Gravago ist die Ruine einer mittelalterlichen Höhenburg auf einem Berg in der Nähe des Ortsteils Gravago der Gemeinde Bardi in der italienischen Region Emilia-Romagna.

## Geschichte
Im 7. Jahrhundert, zu Zeiten des Abtes Attala von Bobbio, existierte das Kloster San Michele Arcangelo in Gravago. Nicht viel später entstand die Burg, die vermutlich von denselben Langobarden zur Bewachung des Sant’Abdon-Passes (heute Santa-Donna-Pass) an der Via degli Abati (oder Via Francigena di montagna) erbaut wurde. Dieser Weg verband Bobbio mit Pavia, der Hauptstadt des Langobardenreiches und über Bardi, durch das Val Noveglia, über Borgo Val di Taro und den Brattello-Pass mit Pontremoli sowie über Lucca mit Rom. Die Straße wurde von den Äbten und Mönchen des Klosters Bobbio benutzt, um den Papst und den Königlichen Hof in Pavia Ad Limina Apostolorum zu besuchen und darüber hinaus zur Kontrolle und zum Austausch mit den riesigen Besitztümern des großen königlich-kaiserlichen Lehens von Bobbio, das sich vom Oltrepò Pavese bis in die Toskana erstreckte. Sie wurde auch von den langobardischen Herrschern und den Kaisern des Heiligen Römischen Reiches benutzt, von kirchlichen Würdenträgern und Pilgern, die Zeugnisse ihrer Reisen im Kloster Bobbio und anderen Klöstern und Hospizen hinterließen, die sie besuchten. Die Straße vereinigte sich auch mit der Via dei Monasteri Regi, die Piacenza mit Bardi verband und über die Klöster Fiorenzuola d’Arda und Castell’Arquato sowie über die Pieve San Colombano und die Abtei Val Tolla in Morfasso führte.
Anfang des 13. Jahrhunderts gehörte die Burg den Platonis, wie ein Erbvertrag zwischen einigen Mitgliedern der Familie bezeugt, aber 1234 war sie eine Dependance der Stadt Piacenza.
In der Folge gelangte die Festung unter die Kontrolle des Grafen Ubertino Landi, der sie an seinen Verwandten Alberico Landi abgab. Letzterer wurde 1268 von den Piacentinern eingesperrt, die Ubertino Landi zwangen, im Tausch gegen seine Freilassung die Burg für 700 Piacentinische Lire an die Stadt Piacenza zu verkaufen, die sie ihrerseits zum Preis von 3000 Piacentinischen Lire an Rinaldo Scoto weiterverkaufte. Die Lusardis, Alliierte von Ubertino Landi, griffen die Burg an und gaben sie dem Grafen zurück, der sich 1269 dorthin flüchtete, nachdem er das Castello di Bardi verloren hatte, wo er den Angriff von Seiten der Piacentiner mithilfe der Mailänder und der Parmesaner zurückschlug. In den folgenden Jahren lebte Ubertino Landi in einem großen Festen Haus in Brè di Gravago, das „Caminata“ genannt wurde, weil es mit einem Kamin ausgestattet war, und nicht weit entfernt von der beengten Festung entfernt lag. Dort plante er die Rückeroberung des Tarotals.
Nach seinem Tod fiel die Burg an seine Erben aus der Familie der Landis, die sie bis 1687 in Besitz hatten. Sie verlor ihre ursprüngliche Verteidigungsfunktion, verfiel vollständig und wurde fast aufgegeben, dann jedoch kauften sie die Grafen Platoni aus Borgo Val di Taro.
1772 ermahnte der Herzog von Parma, Ferdinand I., den Grafen Carlo Platoni, Gravago aufzugeben und sich nach Borgo San Donnino zurückzuziehen. Nach der Abschaffung der Feudalrechte durch Napoleon 1805 fielen die Burgruine und ihre Dependancen an die Jurisdiktion der Gemeinde Bardi.
1928 zeigte sich die alte Festung bereits größtenteils zerstört, aber ein unterirdischer Raum mit Gewölbedecke war noch unverändert erhalten.

## Beschreibung
Die Burg bestand ursprünglich aus einem rechteckigen Gebäude mit einer Grundfläche von 13 × 10 Metern und einem Wartturm namens „Battagliola“, der mit der Burg durch eine Umfassungsmauer verbunden war. Nicht weit entfernt erhob sich das feste Haus „Caminata di Brè“, während sich im Ort Caminata ein weiterer Wachturm erhob, von dem heute keine Spur mehr zu sehen ist.
Vom Hauptgebäude dagegen sind heute noch die Grundmauern aus Stein zu sehen, wenn auch als Ruinen, ebenso wie sich die Reste der Umfassungsmauer und des Turms „Battagliola“ erhalten haben, die teilweise vom umgebenden Wald überwuchert sind.
Vom großen Festen Haus „Caminata“ im Ort Brè, das später in ein Bauernhaus umgewandelt wurde, ist schließlich noch die östliche Mauer unbeschädigt erhalten.